# 刘曾达
刘曾达（1913年—？），男，上海人，中国铁路桥梁工程专家，曾任中国土木工程学会理事，第三届全国人大代表，第五、六、七届全国政协委员。

## 家庭
孪生兄弟刘曾适，侄子刘源俊。